# ماتیاس الیورا
ماتیاس الیویرا (انگلیسی: Mathías Olivera؛ زادهٔ ۳۱ اکتبر ۱۹۹۷) بازیکن فوتبال اهل اروگوئه است که برای باشگاه ناپولی می‌کند.
وی همچنین در تیم‌های ملی فوتبال زیر ۲۰ سال اروگوئه و اروگوئه بازی کرده‌است.